# Jānis Lidmanis
Jānis Lidmanis (nacido el 18 de enero de 1910 en Riga, Letonia y fallecido el  29 de junio de 1986 en Melbourne, Australia) fue un jugador de baloncesto  y fútbol letón. Consiguió la medalla de oro con Letonia en el Eurobasket de Suiza 1935.